# 界磁チョッパ制御

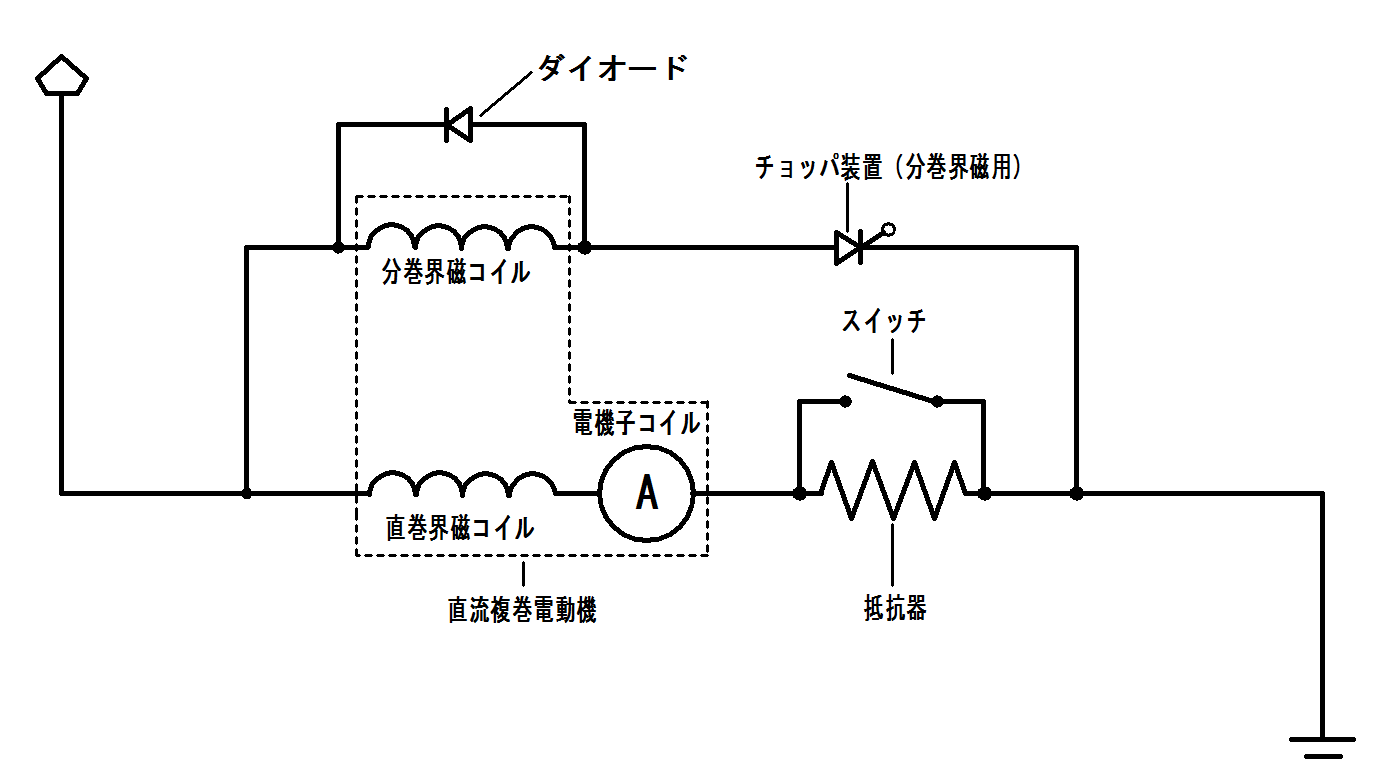
界磁チョッパ制御の回路図

界磁チョッパ制御（かいじチョッパせいぎょ）とは複巻電動機の分巻界磁電流をチョッパ方式で制御することにより回生ブレーキを使用可能とする鉄道車両の速度制御方式である。回生ブレーキが使用できる制御方式には、界磁チョッパ制御登場以前にも直接に直流直巻電動機を制御する電機子チョッパ制御などがあったが、電機子チョッパ制御は製造コストが高いうえ、起動時では抵抗制御で存在していた抵抗損失分がないことによる省電力効果は、回生によるエネルギー回収分と比べて1/10 - 1/20と多くないため、抵抗制御による起動と力行はそのままに、安価に回生ブレーキを実現するために開発された。

## 方式の概要
1969年（昭和44年）に、従来使用されてきた界磁調整器を小容量のチョッパ方式に置き換えるかたちで、東洋電機製造製の世界初のサイリスタによる界磁チョッパ制御装置が阪急2800系電車2847にて長期実用試験が開始され、同年に日立製作所製の同制御装置が東急8000系電車に量産形式として世界で初めて採用された。以来日本では従来から複巻電動機を使用していた会社を中心として大手私鉄各社への導入が進んだ。
日本国有鉄道（国鉄）でも採用が検討され、振り子式試験車両の591系試験電車を用いた界磁チョッパ制御の試験が行われたが、構造が複雑でブラシ・整流子の点検周期の短い複巻電動機に対する保守現場からの反対もあり、結局界磁チョッパ制御は本格採用されることはなかった。国鉄で省エネルギー化が強く求められた1970年代後半には（制御器の製作・保守コストは跳ね上がるが）直巻電動機が使用できる電機子チョッパが201系・203系で採用され、それに続く205系では起動から高速域までの特性により優れる、従来の直巻電動機を用いた界磁添加励磁制御が開発・実用化された。後者の方式はJR初期の新型車両にまで幅広く使われることとなる。
大手私鉄を中心に、界磁チョッパ制御を採用した車両が多数製作されたが、1990年代からVVVFインバータ制御が主流となったため、現在では新造する車両には採用していない。

## 制御方式
- 抵抗制御・直並列組合せ制御で起動・力行する。
- 全界磁定格速度に達した後、分巻界磁側に流れる電流をチョッパ制御することで直巻界磁側に流れる電流を少なくして直巻界磁を弱めて（弱め界磁制御）、電機子内での逆起電力による速度制御を行う。
- 減速時は分巻界磁側に流れる電流をチョッパ制御することで分巻界磁側の電流を大きくして分巻界磁を強めることで、電機子内で逆起電力を発生させて、回生制動を行う。
  - 制御を行う界磁チョッパ装置は、初期は逆阻止サイリスタを使用していたが、1980年代後半からはGTOサイリスタを使用して機器の小型化が図られている[1]。

## 利点・欠点

### 利点
- 電機子チョッパ制御が電流値の大きい電機子回路を直接制御するのに対し、本方式は容量の小さい分巻界磁電流のみを制御するため、半導体の容量を小さく抑えることができることから初期コストにおいて優位となる。
- 回生ブレーキが使用できることから、消費電力量の節減が期待できる。走行エネルギーを効率よく回生できれば直並列制御の起動抵抗損は最高速度のエネルギーに比べて1/18あまりであり（∵エネルギーは速度の2乗比例: （40キロ / 120キロ）^2 = 1/9、抵抗損は並列フルステップ運動エネルギーの1/2、∴1/18）、ごく小さな値なので、高価な大電力半導体を必要としない安上がり、かつ高効率の回生制動方法として私鉄に広く普及した。
  - 国鉄末期に205系などに採用された界磁添加励磁制御は、別電源によって直巻電動機の界磁を制御することで、実質分巻特性を得て（= 特別の分巻巻線が不要）広範囲の回生制動を行う、同一アイディアの抵抗制御車の回生方式である。
- 電流0A（ゼロアンペア）制御を行うことにより、チョッパ制御を行う速度域では力行・制動操作に対する応答が極めて良好であり、これを利用して定速制御を実現することも可能となる（例: 京成AE形電車 (初代)等）。また、力行、惰行、制動の切り替わり時のショックを小さくすることができる。なお、定速制御は界磁チョッパ方式特有のものではなく、分巻電動機と磁気増幅器（マグアンプ）の組み合わせで1960年（昭和35年）に登場した、「人工頭脳電車（オートカー）」と呼ばれる阪急2000系電車 (初代)などの例がある。
- 分巻界磁電流を増やして逆起電力を高めて、その分回生ブレーキの失効速度を低くできる。使用する電動機が複巻電動機なので、回生制動による逆方向電流が直巻界磁巻線を流れて分巻界磁による磁束を減らし、発電電圧（逆起電力）を抑える自己平衡性を持つ。
- 弱め界磁起動をすることで起動時のショックを小さくすることができる。

### 欠点
- 力行時の定引張力領域（起動時からおよそ全界磁定格速度の前後まで）では抵抗制御であるため、電機子チョッパ制御のような連続制御による粘着性能の向上、ならびに加速時の前後衝動の改善はバーニア抵抗制御を併用する必要がある。
- 直流複巻電動機は架線電圧が急激に変動した時に、一時的に大きな電流が流れる特性があり、過渡特性がやや悪いため、直流直巻電動機よりもブラシの摩耗が激しく、点検・交換周期が短くなる。
- 電機子チョッパ制御に比べて低速域で回生ブレーキの効く範囲が狭く、回生「打ち切り」速度が高い。

## 採用事例
- 日本国有鉄道

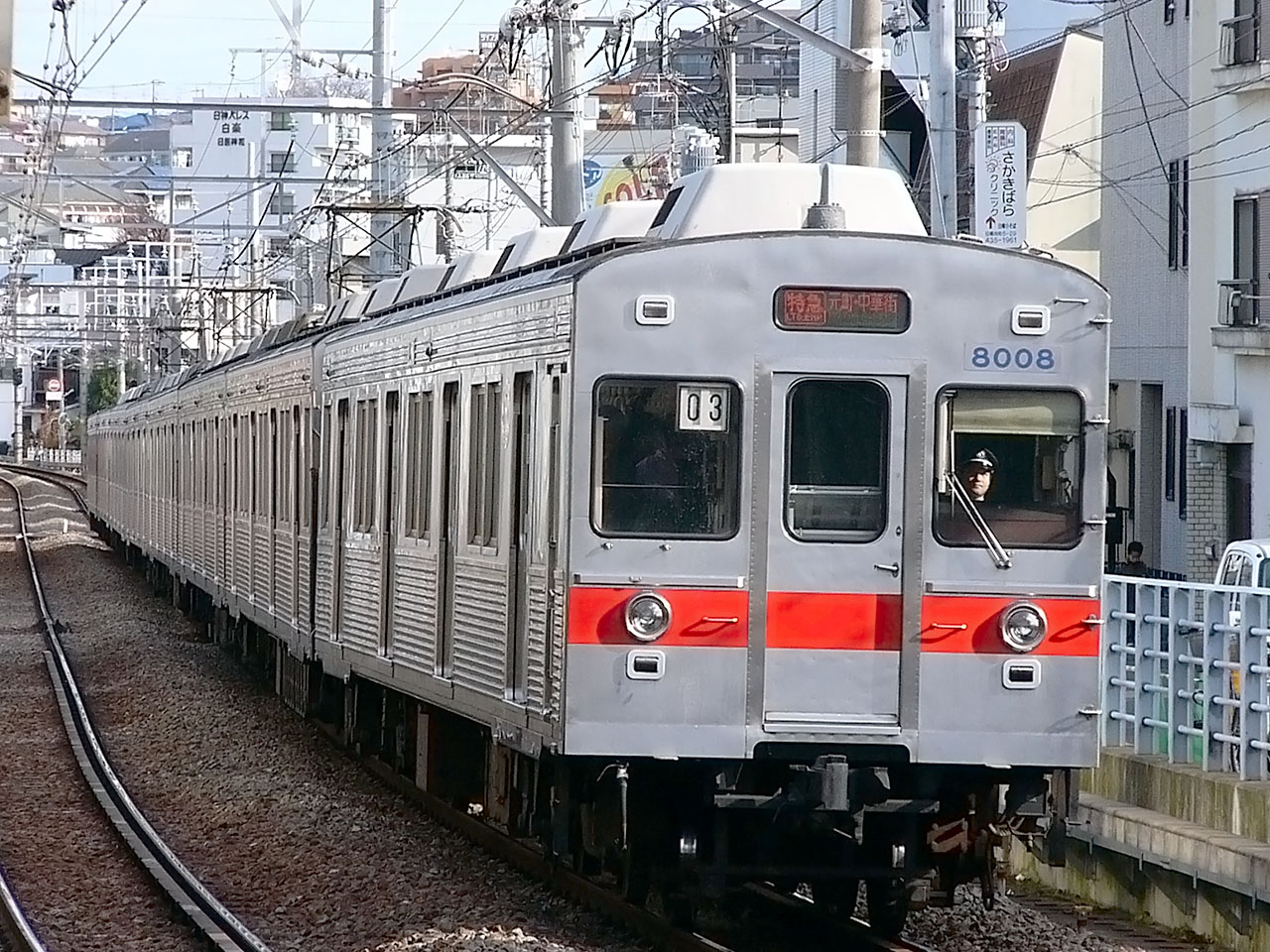
東急8000系電車

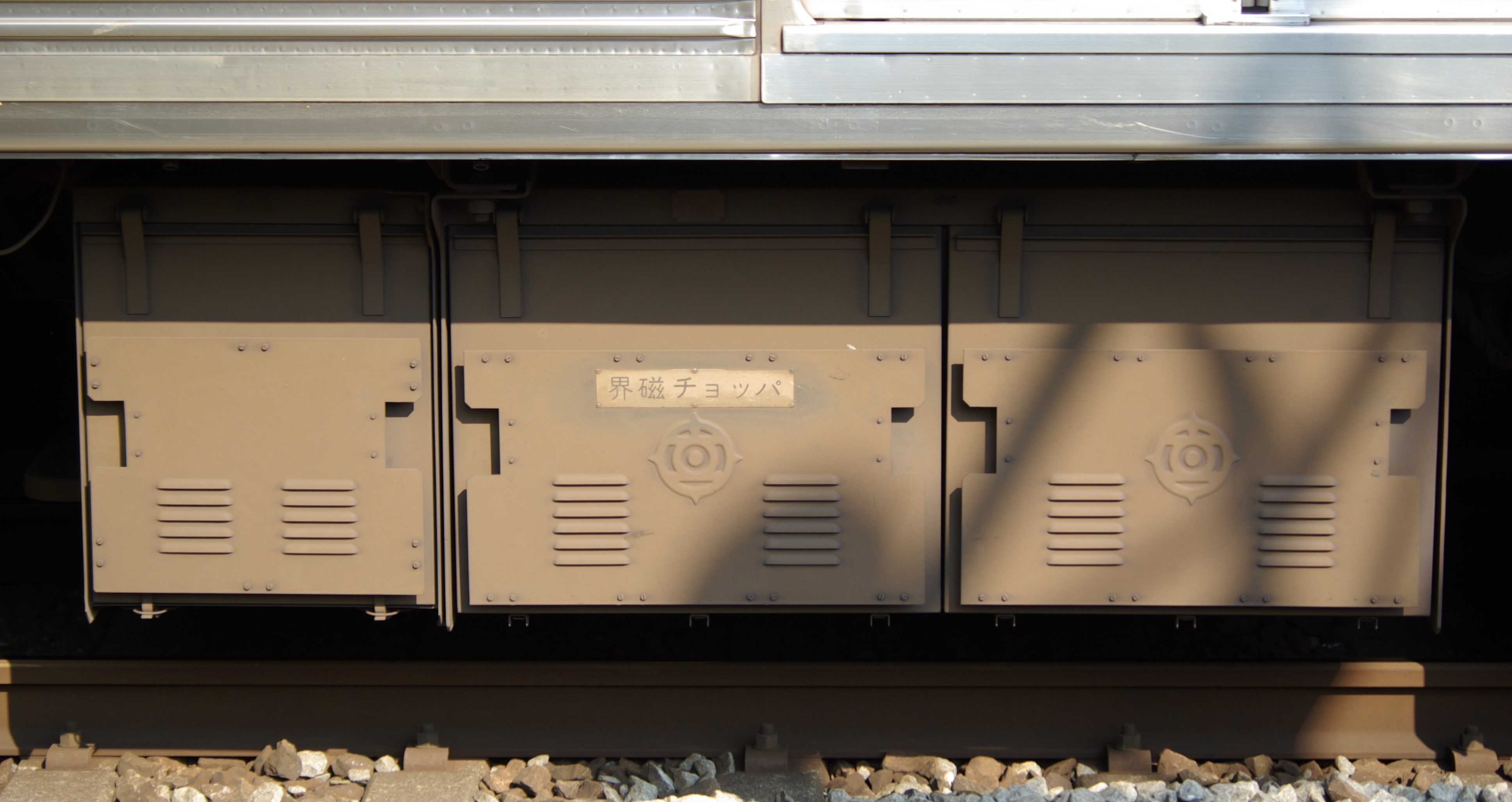
東急8000系電車の界磁チョッパ制御装置（メーカーは日立製作所）

  - 591系（試験車、日本で唯一の交直流の、また国鉄唯一の界磁チョッパ制御車）
- 長野電鉄
  - 8500系（元東急8500系電車）
- アルピコ交通
  - 3000形（元京王3000系電車）
- 秩父鉄道
  - 7000系（元東急8500系電車）
  - 7500系（元東急8090系電車）
- 京成電鉄
  - AE車（特急車として引退後3400形に更新）
  - 3400形（AE車の制御装置をはじめとした走行機器類を流用し車体は新製）
    - 3400形の主制御器はAE車のものから定速制御機能をはずしたもので、本来が特急専用車用のため、制動時の直並列制御が無く低速では回生ブレーキを使用できない（回生失効速度45km/h）。

  - 3600形（当初は6連×9本だったが、8連×6本と余剰の先頭車をVVVFインバータ制御に改造した6連×1本（2017年に4連化）が存在する。）
- 芝山鉄道
  - 3600形（京成3600形電車をリース。現在は消滅）
- 新京成電鉄
  - 8000形（3次車 (8506F) 以降、2次車までは抵抗制御、後に全車両がIGBT素子のVVVFインバータ制御に改造された。廃形式）
- 北総鉄道
  - 7000形（全車廃車）
  - 9000形（全車廃車）
- 京浜急行電鉄
  - 800形（全車廃車）
  - 2000形（全車廃車）
  - 1500形 （初期の一部の編成）
    - 1500番台・1600番台で採用。1700番台ではGTOサイリスタ使用のVVVFインバータ制御が採用されている。また現在1600番台の一部が順次IGBT素子のVVVFインバータ制御に改造されている。

  - デト17・18形（事業用車、改造で取り付けられた[2]）
  - デト11・12形（事業用車、改造で取り付けられた[3]）
- 東京急行電鉄
  - 8090系・8590系（全車廃車され一部は他社譲渡）
  - 8500系（全車廃車され一部は他社・国外譲渡）
  - 8000系（量産車としては世界初、全車廃車され一部は他社・国外譲渡）
- 京王電鉄
  - 7000系（現在は全車IGBT素子のVVVFインバータ制御に改造）
  - 6000系（1次車は抵抗制御、全車廃車）
  - 3000系（第9編成までのデハ3000形・デハ3050形は抵抗制御、全車廃車され一部は他社譲渡）
    - 第16編成以降とデハ3100形は新製時から界磁チョッパ制御。第10 - 15編成は界磁抵抗制御から改造。
- 小田急電鉄
  - 8000形（IGBT素子（IPM、一部SiC）のVVVFインバータ制御に改造）
    - 8251・8255Fは界磁チョッパ制御から改造されずに廃車。

  - 9000形（全車廃車）
- 西武鉄道
  - 2000系（モハ2197・2198はVVVFインバータ制御だが廃車済み）
  - 3000系（全車廃車）
- 東武鉄道
  - 10000系（10030型リニューアル編成にはVVVFインバータ制御車も存在）
    - 超多段式バーニア抵抗制御を併用することで加速のショックを減らした。
- 伊豆急行
  - 8000系（元東急8000系電車）
    - JR伊東線に乗り入れるため、JR線内を走行する史上初[注 1]の界磁チョッパ制御車である。
- 岳南鉄道
  - 7000形（元京王3000系電車）
  - 8000形（元京王3000系電車）
- 名古屋鉄道
  - 1000系
  - 1030系（1230系は界磁位相制御）
  - 1200系
  - 5700系（モ5750形とモ5850形のペアのみ、モ5650形は界磁添加励磁制御、全車廃車）
  - 6500系
  - 新5000系（上記1000系の機器流用車）
- 近畿日本鉄道
  - 1200系
    - 一部車両は抵抗制御の2410 (2430) 系車両と編成を組んでいる。なお、下記の各系列も含め、他の抵抗制御車やVVVFインバータ制御車などと併結して運用される。

  - 1400系
  - 2050系
  - 6600系
  - 8810系
  - 9000系
  - 9200系
- 阪急電鉄
  - 2800系（1969年3月31日竣工の2847に分巻界磁制御器を置き換える形で東洋電機製の試作品が搭載され、長期実用試験に供された。世界初の実用界磁チョッパ制御車である。1988年廃車）
  - 2300系（1978～1981年の更新時に順次既存の分巻界磁制御器と交換で搭載された。また2311・2331は1978・1979年にAFE電機子チョッパ制御試験車となっている。全車廃車）
  - 6300系6330F（2009年11月廃車）
  - 7000系（IGBT素子のVVVFインバータ制御へ順次改造）
  - 7300系（大半がIGBT素子のVVVFインバータ制御へ改造されている。元7310のみGTOサイリスタ素子によるVVVFインバータ制御の試験車だったが現在はリニューアルに伴い電装解除の末中間車化）
- 阪神電気鉄道
  - 3000系（改造で取り付けられた。全車廃車）
  - 8000系
- 南海電気鉄道
  - 8200系（現在は全車IGBT素子のVVVFインバータ制御（6200系50番台）に改造され形式消滅）
  - 9000系（バーニア制御併用。現在全車ハイブリッドSiCモジュール素子のVVVFインバータ制御へ改造）
- 富山地方鉄道
  - 17480形（元東急8590系電車）
- 近江鉄道
  - 300形 （元西武3000系電車）